# 영 디바스
영 디바스(영어: Young Divas)는 오스트레일리아의 걸 그룹으로 첫 멤버는 파울리니, 에밀리, 케이트, 릭키였으며, 2006년 정규 음반 영어: Young Divas으로 데뷔하였다.

## 앨범
- Young Divas (2006)
- New Attitude (2007)